# Mingus Moves
Albums de Charles Mingus
Let My Children Hear Music
(1972) Changes One
(1974)
 Mingus Moves  est un album de Charles Mingus.

## Descriptif
Cet album est l’occasion pour Mingus de présenter son nouveau quintet avec Don Pullen au piano, Ronald Hampton à la trompette, George Adams au ténor et le fidèle Dannie Richmond à la batterie. L’album ne contient que trois compositions de Mingus, laissant plus de place pour les compositions des autres membres du groupe. Sur le titre Moves le quintet est rejoint par Doug Hammond et Honi Gordon au chant.

## Titres
1. Canon (Mingus) (5:30)
2. Opus Four (Mingus) (6:22)
3. Moves (Hammond) (3:43)
4. Wee (Allan’s Alley) (Best) (9:00)
5. Flowers For A Lady (Adams) (6:45)
6. Newcomer (Pullen) (7:12)
7. Opus Three (Mingus) (10:28)

## Musiciens
- Charles Mingus – Basse
- Ronald Hampton - Trompette
- George Adams – Saxophone Ténor, Flûte
- Don Pullen – Piano
- Doug Hammond – Chant sur Moves
- Honi Gordon – Chant sur Moves
- Dannie Richmond – Batterie